# The Medic Droid
The Medic Droid amerykański zespół grający power pop, założony w Phoenix. Zespół zasłynął dzięki umieszczeniu w internecie, na portalu MySpace piosenki "Fer Sure". Utwór zdobył wielką popularność, wkrótce grupą zainteresowała się wytwórnia Modern Art Records. Nakładem tej wytwórni w 2008 roku ukazała się debiutancka płyta zespołu zatytułowana "What's Your Medium?"

## Dyskografia
What's Your Medium?
- Pierwszy studyjny album
- Wydany: 10 czerwca 2008

## Trasy koncertowe
- Spring Tour (USA 2008)
- Hope For The Hopeless (USA 2008)
- Sleep All Day, Party All Night (Wielka Brytania 2008)
- Winter Tour (USA 2008)